# Tequixquiac
Tequixquiac er en kommune og by i delstaten Edomex i Mexico. Og indbyggertallet fra 2005 var på 31.080.

## Byer i Tequixquiac
- Santiago Tequixquiac
- Tlapanaloya
- Wenceslao Labra

19°53′30″N 99°08′30″V / 19.8917°N 99.1417°V